# Radiša Ilić
Radiša Ilić (cyr. Радиша Илић; ur. 20 września 1977 w Bajinej Bašcie, zm. 13 marca 2025 tamże) – serbski piłkarz występujący na pozycji bramkarza.

## Kariera
Radiša Ilić jest wychowankiem klubu Sloboda Užice. W 1998 roku stał się piłkarzem Partizana Belgrad. Następnie w 2003 roku trafił do rumuńskiego Progresulu Bukareszt. W Liga I zagrał jeden mecz. Kolejnym zespołem w jego karierze był Borac Čačak, w którym występował w latach 2004–2006. W 2006 roku przeniósł się do OFK Beograd. Grając w tym klubie, Radiša Ilić zadebiutował w Reprezentacji Serbii w meczu z Macedonią, który odbył się 6 lutego 2008 roku.
W sezonie rundzie jesiennej sezonu 2009/2010 występował w greckim Panserraikosie. W 2010 roku wrócił do kraju i ponownie został graczem Borca Čačak. Po zakończeniu sezonu 2009/2010 odszedł do Partizana.
13 marca 2025 popełnił samobójstwo skacząc z balkonu swojego mieszkania w Bajinej Bašcie.